# Louis Peters
Lodewijk Hubert Joseph (Louis) Peters (Heerlen, 10 januari 1939 - Gendringen, 9 juni 2021) was een Nederlands politicus van het CDA.
Hij was vanaf 1979 namens de lokale politieke partij Gemeentebelangen wethouder in Ermelo. In augustus 1985 werd Peters burgemeester van Wanroij. In juli 1992 volgde zijn benoeming tot burgemeester van Gendringen wat hij tot 2002 zou blijven.
- Gemeinsame Normdatei: 119262606
- International Standard Name Identifier: 0000 0000 7990 423X
- Library of Congress Control Number: no2004099263
- Nederlandse Thesaurus van Auteursnamen: 072691093
- Système universitaire de documentation: 073316091
- Virtual International Authority File: 35262384
- WorldCat: E39PBJgt3Tpgp9WkB9RHf6KPQq